# Brian Downey
Brian Downey (Dublino, 27 gennaio 1951) è un batterista irlandese.
Brian è famoso per essere stato il cofondatore della rock band Thin Lizzy insieme al bassista-cantante Phil Lynott. Downey fu anche compositore di molte tracce del gruppo. Il critico Ed Rivadavia disse su Downey che egli fu "certamente uno dei batteristi più sottovalutati della storia rock."
Downey e Lynott lavorarono in altri progetti, tra i quali i The Black Eagles e gli Orphanage. Dopo la morte di Phil, Downey suonò ancora qualche anno con la formazione tributo per poi lasciare il mondo della musica. Recentemente è tornato nella formazione tributo ai Thin Lizzy. Dal '91 entra a far parte in numerosi album del chitarrista blues Gary Moore. Partecipa anche all'ultimo tour, fino alla morte del chitarrista.

## Discografia

### Album in studio
- 1971 - Thin Lizzy
- 1972 - Shades of a Blue Orphanage
- 1973 - Vagabonds of the Western World
- 1974 - Nightlife
- 1975 - Fighting
- 1976 - Jailbreak
- 1976 - Johnny the Fox
- 1977 - Bad Reputation
- 1979 - Black Rose: A Rock Legend
- 1980 - Chinatown
- 1981 - Renegade
- 1983 - Thunder and Lightning